# Flensburgregering
De Flensburgregering, zo genoemd naar de regeringszetel in Flensburg, in het Noord-Duitse Sleeswijk-Holstein, was de laatste regering van het Derde Rijk. Ze stond onder leiding van een door Adolf Hitler aangewezen president, Karl Dönitz, en heeft ongeveer drie weken (van 1 mei tot 23 mei 1945) bestaan. Tot en met 8 mei 1945 vormde de regering nog de wettige vertegenwoordiging van Duitsland, daarna bestond zij nog tot 23 mei als niet-erkende regering, daar Duitsland als staat en rechtssubject ten gevolge van de onvoorwaardelijke overgave van 8 mei (tijdelijk) opgeheven werd. Haar belangrijkste daad was het ondertekenen van de capitulatieovereenkomst.

## Opvolging van Hitler
Op 1 mei 1945 kreeg grootadmiraal Dönitz via een versleuteld telegram te horen dat hij door Adolf Hitler tot rijkspresident en opperbevelhebber van de Duitse strijdkrachten was benoemd. Hitler, die de dag ervoor in zijn bunker in het belegerde Berlijn zelfmoord had gepleegd, had in zijn testament bepaald dat hij als staatshoofd en opperbevelhebber zou worden opgevolgd door Dönitz en als rijkskanselier door Joseph Goebbels. Hitler zelf had als Führer beide functies in zich verenigd, maar omdat er volgens hem in de Duitse geschiedenis maar 1 Führer kon zijn, scheidde hij in zijn testament deze functies weer.
Hitler had nog een officier met een exemplaar van zijn testament naar Dönitz gezonden. Dat was echter een onmogelijke opdracht en het document bereikte Dönitz nooit. Het hele bewind van Dönitz was gegrondvest op dat ene radiobericht.
Dönitz nam de regering op zich, na zich ervan te hebben vergewist dat hij door de Wehrmacht en de SS als nieuw staatshoofd werd erkend.
De keuze voor Dönitz was opmerkelijk en verbaasde ook Dönitz zelf. Het had meer voor de hand gelegen dat Hermann Göring, op papier de officiële opvolger van Hitler, verkozen zou worden. Echter, zowel Göring als Himmler waren bij Hitler in ongenade gevallen. Met uitzondering van Goebbels hadden vrijwel alle hoge partijleden in de ogen van Hitler afgedaan, terwijl het leger al helemaal niet meer vertrouwd werd wegens het complot van 20 juli 1944. Hitler waardeerde echter Dönitz om zijn fanatieke nazimentaliteit en werd omgekeerd door deze bewonderd. Ook waren de U-boten het enige krijgsmachtonderdeel dat naar verhouding redelijk bleef presteren, en toonde Dönitz in tegenstelling tot de rest van de militairen vertrouwen dat Duitsland de oorlog nog altijd kon winnen, iets wat Hitler natuurlijk liever hoorde. Ook stond Dönitz enigszins boven de partijrivaliteit hoewel hij wel formeel lid was van de NSDAP sinds 1944.

## Vorming van de regering-Dönitz
De tot dan toe bestaande rijksregering bevond zich al sinds 20 april 1945 in Sleeswijk-Holstein, nabij het stadje Plön, waar grootadmiraal Dönitz belast was met de verdediging van de "Noordvesting". Na ontvangst van het telegram dat hem zijn benoeming meedeelde, begaf de kersverse president zich samen met zijn staf naar het iets noordelijker gelegen Flensburg, bij de Deense grens, waar hij zijn intrek nam in de marineschool in het stadsdeel Mürwik. Dit was een enorm complex dat ruimte bood aan honderden ambtenaren en duizenden militairen, en werd het nieuwe hoofdkwartier van het OKW (opperbevel) en tevens de regeringszetel. Voor Dönitz was dit een logische keuze omdat hij de streek goed kende en het gebied ook grotendeels van oorlogshandelingen en bombardementen gespaard was gebleven. Het gebied liep wel vol met vluchtelingen, zowel civiele vluchtelingen als terugtrekkende soldaten en SS'ers. Flensburg telde 150,000 in plaats van de gebruikelijke 60,000 inwoners.
De regering die Hitler in zijn testament had bevolen, werd echter niet gevormd. Het door Dönitz ontvangen, door Goebbels ondertekende, telegram had vermeld dat Goebbels tot rijkskanselier was benoemd, Bormann tot "partijminister" (een functie die niet eerder bestond) en Seyss-Inquart tot minister van Buitenlandse Zaken. Geen van hen was echter in Flensburg aanwezig. Goebbels en Bormann zouden kort daarna in Berlijn zelfmoord plegen, al wist Dönitz dat niet. Hij kende evenmin de namen van Hitlers andere benoemingen. Die waren in Hitlers testament vermeld, waarvan een exemplaar naar Dönitz zou worden gezonden. De daartoe aangestelde koerier slaagde er echter niet in dit exemplaar te bezorgen en Dönitz heeft het gedurende zijn korte regering nooit gezien.
Dönitz gaf daarom opdracht aan rijksminister van Financiën Lutz Schwerin von Krosigk om een ander kabinet te vormen. Deze stelde daarop een regering van hoofdzakelijk nazibestuurders samen. De nieuwe president vroeg ondertussen dossiers en landkaarten op om de uiterst precaire militaire situatie te bestuderen. Hij had ook een ontmoeting met Himmler. Hoewel Dönitz niet op de hoogte was van het feit dat Hitler Himmler vlak voor zijn dood al zijn titels had ontnomen en uit de partij had gezet, wilde hij toch niet met hem samenwerken. Himmler werd namelijk vergezeld van een grote hoeveelheid SS'ers en SS-officieren die Dönitz niet vertrouwde, omdat de SS immers volledig buiten de militaire hierarchie viel. Bovendien wilde Dönitz een goede beurt maken bij de geallieerden en was hij bang dat Himmler in zijn regering niet acceptabel voor hen was. Dönitz vertelde Himmler op 5 mei dat hij de dag erop ontslagen zou worden maar bood hem aan met valse papieren te helpen met onderduiken als hij zelf weg zou gaan, waarop Himmler verdween. Himmler raadde zijn manschappen aan soldatenuniformen aan te trekken en in de Wehrmacht ´op te gaan´. Een groot aantal SS'ers is waarschijnlijk inderdaad op deze wijze aan arrestatie en berechting ontsnapt. Himmler zelf werd op 20 mei gearresteerd en pleegde op 23 mei in gevangenschap zelfmoord.
Bij Dönitz zijn aantreden op 1 mei 1945 had zijn regering nog effectief gezag over:
- Het grootste deel van Noorwegen met uitzondering van Lapland en Jan Mayen, maar inclusief Spitsbergen
- Geheel Denemarken, een aangrenzend deel van Noord-Duitsland (Sleeswijk-Holstein inclusief de tijdelijke regeringszetels Plön en Flensburg)
- Westelijk Nederland en delen van Noord-Nederland  plus de meeste Waddeneilanden (op Texel was de Opstand der Georgiers gaande)
- De Kanaaleilanden en een aantal geïsoleerde versterkte Franse havenplaatsen
- Een deel van Letland
- De stad Breslau
- Bohemen, Oostenrijk en aangrenzende delen van Zuid- en Zuidoost-Duitsland
- Delen van Noord-Italië
- Het westelijk deel van Kreta, Rhodos, en een aantal andere kleine Griekse eilanden
- Delen van Berlijn (de stad gaf zich over op 2 mei)

## Capitulatiebesprekingen

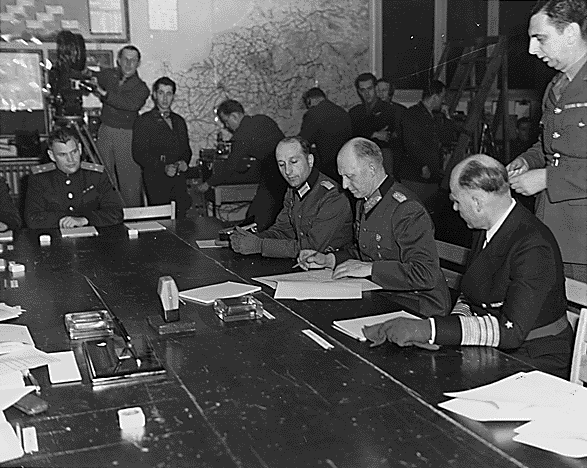
Kolonel-generaal Alfred Jodl ondertekent de capitulatie te Reims.

Het eerste waarmee de nieuwe regering van het razendsnel krimpende rijk zich moest bezighouden, was de capitulatie. President Dönitz wilde echter aanvankelijk alleen voor de westerse geallieerden capituleren. Door tegen de Sovjet-Unie te blijven doorvechten hoopte hij de Duitse militairen die aan het Oostfront vochten en burgers in die gebieden de kans te geven zich terug te trekken naar de Amerikaanse en Britse linies, zodat zij niet in handen van de bolsjewieken zouden vallen. Ook hoopte Dönitz de Westelijke geallieerden tegen de Sovjet-Unie uit te kunnen spelen met wellicht een kans om samen met de Engelsen en Amerikanen de oorlog tegen de Sovjet-Unie voort te zetten. Zo waren er plannen om het Rijksprotectoraat Bohemen en Moravië te ontmantelen ten gunste van een Tsjechische marionettenregering om zodoende de Amerikanen tegen de Russen uit te spelen. De Praagse Opstand gooide echter roet in dit eten en de Amerikaanse regering verbood de anticommunistische Patton die tot Pilsen was opgerukt, verder Bohemen in te trekken. Het uitstellen van de capitulatie betekende wel dat met name in het oosten tijdens de nog voortdurende gevechten dagelijks duizenden soldaten het leven verloren.
Op 2 mei 1945 stuurde de nieuwe president en opperbevelhebber een delegatie onder leiding van admiraal Hans-Georg von Friedeburg (opperbevelhebber van de Kriegsmarine) naar de Lüneburger Heide om veldmaarschalk Montgomery een capitulatie aan te bieden. Die liet weten dat een overeenkomst over een Duitse algemene capitulatie niet mogelijk was als de Sovjet-Unie daar niet bij betrokken was. Wel wilde hij de capitulatie van de noordelijke legers aanvaarden. Dezelfde dag trok Dönitz het zogenaamde Nero-bevel in, aanvankelijk voor Duitsland en op 6 mei ook voor de bezette gebieden.
Op 4 mei tekende Von Friedeburg ter overstaan van Montgomery te Wendisch Evern, op de Lüneburger Heide, de overgave van de Duitse strijdkrachten in Noord-Duitsland, Nederland, Denemarken en Noorwegen, die de dag daarop inging. Daarna werd de Duitse delegatie overgebracht naar het geallieerde hoofdkwartier in de Franse stad Reims waar besprekingen begonnen over een algemene capitulatie. Kolonel-generaal Alfred Jodl vervoegde zich een dag later bij de Duitse delegatie in een ultieme poging om enkel voor de westerse mogendheden te capituleren. Toen dat niet lukte en de geallieerden dreigden alle Duitsers tegen te houden die voor de Russen op de vlucht waren, gaf Dönitz via de radio toestemming om de geallieerde eis in te willigen. Daarop ondertekende Jodl in de ochtend van 7 mei in Reims een akkoord over de onvoorwaardelijke overgave van alle Duitse strijdkrachten, die de dag daarop zou ingaan. Omdat de Sovjet-Unie bezwaar maakte tegen enkele bepalingen van de overeenkomst, werd in de nacht van 8 op 9 mei in het hoofdkwartier van generaal Georgi Zjoekov in Berlijn, in aanwezigheid van Russen, Amerikanen, Britten en Fransen, een nieuw capitulatiedocument ondertekend door generaal-veldmaarschalk Keitel (OKW), kolonel-generaal Stumpff (Luftwaffe) en admiraal Von Friedeburg. De Duitse delegatie keerde meteen daarop naar Flensburg terug.

## Niet-erkende regering
De capitulatie hield de volledige juridische ontmanteling van de Duitse staat in; deze hield op een rechtssubject naar internationaal publiekrecht te zijn. De vier geallieerde machten benoemden zichzelf in hun bezettingszones tot diens opvolgers. De meeste Duitse ambassades waren al gesloten en het toezicht toevertrouwd aan neutrale staten. Deze staten droegen op 8 mei 1945 het toezicht over aan de bezettende machten. De weinige ambassades die nog wel open waren sloten direct en stuurden hun personeel naar huis op last van de bezettingsmachten. Japan weigerde de Duitse overgave te erkennen en nam bezit van de Duitse ambassade en zeven Duitse U-boten. Op dat moment probeerde de nieuwe Duitse regering de diplomatieke banden met Zweden te herstellen via Walter Schellenberg, maar met de capitulatie brak Zweden direct alle communicatie af. Op 5 mei, de dag na de capitulatie in Noord-Duitsland, waren de Britse troepen al het deel van Noord-Duitsland binnen getrokken dat nog onder gezag van de Flensburgregering viel.
Hoewel Flensburg binnen de Britse bezettingszone in Duitsland lag, ondernamen de geallieerden geen stappen om de regering te arresteren. President Dönitz regeerde verder na de capitulatie, zij het steeds meer als hoofd van een niet-erkende regering die alleen nog maar op het terrein van de Marine-Academie van Mürwik effectief gezag had. Kennelijk vanuit de gedachte "beter laat dan nooit" stelde de regering een onderzoek in naar de 'misstanden' in de concentratiekampen. Ongeveer een week na Hitlers zelfmoord in Berlijn werd de Hitlergroet in het leger afgeschaft. Het is niet geheel duidelijk waarom Dönitz doorging met regeren op het moment dat buiten het Academieterrein niemand meer naar hem luisterde. Misschien hoopte hij een alternatieve gesprekspartner voor de Britten en Amerikanen te zijn, wellicht trachtte hij de bevolking en zijn ondergeschikten een hart onder de riem te steken, of was hij op dat moment al het contact met de werkelijkheid verloren Het gedrag van Dönitz en zijn regering tijdens zijn arrestatie wees sterk op het laatste ; nog vanuit zijn gevangenis in Mondorf beklaagde hij zich schriftelijk jegens Montgomery dat zijn admiraalsstaf hem afgenomen was.
De Britten lieten het enorme terrein van de Marine-Academie van Mürwik voorlopig ongemoeid, en feitelijk beperkte het gezag van de regering-Dönitz zich vanaf 9 mei tot dit terrein, die een enclave van een niet-erkende regering werd waar zich nog altijd honderden ambtenaren en duizenden militairen ophielden. Wolfgang Lüth, de commandant van de marineschool, bleef verantwoordelijk voor de bewaking en veiligheid, en zowel Duitsers als Britten mochten nog steeds niet zomaar het gebied in en uit. Lüth zelf werd op 13 mei door een wachtpost doodgeschoten nadat hij het wachtwoord moest zeggen en dit niet wist. Op 15 mei kreeg Lüth een begrafenis met volledige militaire eer (nota bene in de stad en niet op het Academieterrein), toen dit nieuws de geallieerden bereikte werd er schande van gesproken aangezien Lüth bekend stond als fanatieke nazi.
Op 13 mei 1945 arresteerden de Britten veldmaarschalk Keitel wegens zijn betrokkenheid bij de executie van vijftig Britse (krijgsgevangen gemaakte) luchtmachtofficieren. Dönitz benoemde kolonel-generaal Jodl tot Keitels opvolger. Jodl werd aldus de laatste stafchef van het OKW.

## Misstanden
Dönitz heeft na de oorlog zichzelf gepresenteerd als onpartijdig soldaat die zijn plicht vervulde, en niets van de concentratiekampen wist. Daarin past het beeld dat hij schetste, van een regering die op een fatsoenlijke en waardige manier de oorlog trachtte te beëindigen. Gedocumenteerde openlijke loftuitingen op Hitler, alsmede antisemitische en anticommunistische uitlatingen plus het feit dat hij zelf lid van de NSDAP was sinds 1944, spreken dit beeld enigszins tegen. Dönitz had een buste van Hitler in zijn kantoor, liet de NSDAP (waarvan hij zelf lid was) in stand, en handhaafde aanvankelijk nog alle gebruiken, insignes, vlaggen en protocollen van de naziregering, inclusief de Hitlergroet. Daarbij vonden ook in die laatste oorlogsdagen tot en met 8 mei, toen de Flensburgregering nog daadwerkelijk gezag kon uitoefenen, nog misstanden plaats.
Met de SS waren in Sleeswijk-Holstein ook rond de 10.000 concentratiekampgevangenen gearriveerd, voornamelijk uit Neuengamme. Omdat de SS niet goed wist wat ze met ze moesten aanvangen, werden ze tussen 16 en 28 april in onzeewaardige schepen in de Lübecker Bocht geladen, zonder voedsel of medische zorg. Schout-bij-nacht Konrad Englehardt had hier bezwaar tegen gemaakt, maar toen Dönitz zijn regering vormde wilde hij hier niets van weten en negeerde de situatie. Op 3 mei 1945 werden de schepen door de Britse RAF, in de veronderstelling dat ze door de SS werden gebruikt, aangevallen en tot zinken gebracht, waarbij 7.000 gevangenen het leven lieten. Velen die de oever bereikten werden door SS´ers doodgeschoten.
De militaire rechtbanken en ´vliegende krijgsraden´ bleven doodvonnissen uitspreken en uitvoeren. Dit betrof vooral soldaten die in de streek woonden en naar huis gingen in de vergissing te denken dat met de capitulatie van 4 mei de oorlog over was en ze waren ontslagen van hun krijgsdienst. Ook kwam het voor dat soldaten in het krijgsgewoel van hun eenheid gescheiden raakten, ook zij werden al snel verdacht (en ongetwijfeld zullen sommigen de gelegenheid te baat hebben genomen om te proberen te ontsnappen). Dit alles werd gezien als desertie en bestraft met de dood; men bleef in die laatste dagen doelbewust hard optreden om een minimum aan tucht te bewaren. Daarbij zijn in de laatste dagen dat Dönitz de capitulatie telkens maar uitstelde nog duizenden soldaten gesneuveld. Ook kritiek op Hitler kon tot executie leiden onder het motto ´besmeuring van Hitlers nagedachtenis´, zelfs na de eindcapitulatie van 8 mei.
Verder werd ook de beslissing te proberen slechts met de westelijke geallieerden tot een vergelijk te komen en de strijd in het oosten voort te zetten bekritiseerd, omdat ten gevolge hiervan dagelijks duizenden militairen en burgers omkwamen. Hoewel deze beslissing verdedigd is volgens het argument dat dit burgers tijd gaf naar het westen te evacueren, kregen militaire transporten vaak voorrang en moesten in veel gebieden burgers zichzelf maar te voet behelpen.

## Roemloos einde

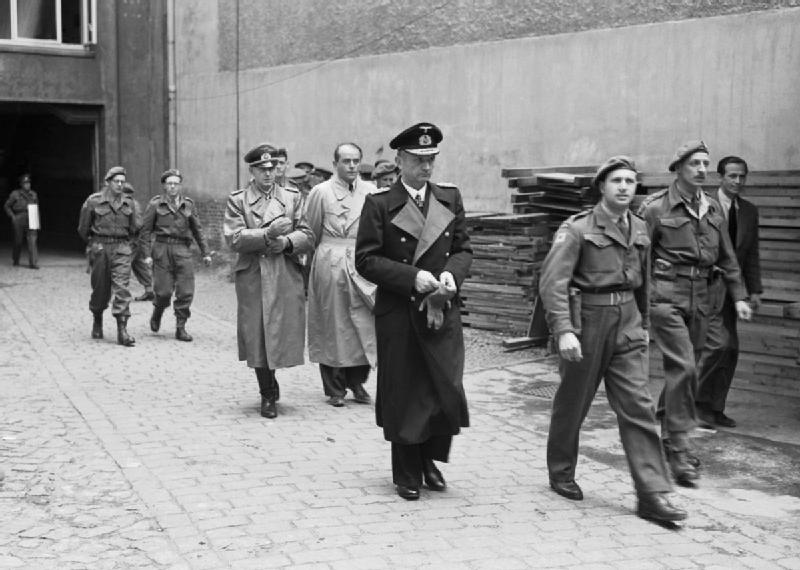
Arrestatie van drie leden van de Flensburgregering: Alfred Jodl, Albert Speer en de president, Karl Dönitz.

Op 17 mei 1945 arriveerden de Russen in Flensburg. Zij drongen aan op de arrestatie van de regering. Ook de Amerikanen waren het inmiddels zat, waarop Eisenhower zelf in samenwerking met de Russen en buiten medeweten van zijn eigen en de Britse regering, de arrestatie van de Flensburgregering regelde. Op 23 mei werd de rijksregering gesommeerd om naar het Duitse stoomschip Patria te komen. Daar aangekomen werd de rijksregering gearresteerd. De afwezige kabinetsleden werden ten slotte in de militaire trainingsschool (het hoofdkwartier) opgepakt, terwijl het kabinet daar in vergadering bijeen was. Von Friedeburg pleegde op beproefde naziwijze zelfmoord door een cyaankalicapsule door te bijten. De gehele aanwezige bevolking van enkele duizenden werd eveneens gevangengenomen.
De laatste regering van het Derde Rijk werd vervolgens tezamen met het opperbevel overgevlogen naar Bad Mondorf (Luxemburg), waar al eerder gearresteerde nazikopstukken, zoals Göring, waren samengebracht in een groot hotel (Ashcan). Een aantal leden van de regering zou moeten terechtstaan in het Proces van Neurenberg.